# 莲庄镇
莲庄镇，是中华人民共和国河南省洛陽市宜阳县下辖的一个乡镇级行政单位。

## 行政区划
莲庄镇下辖以下地区：
莲庄村、孙留村、礼曲村、石村、四岭村、红旗村、沙坡头村、鲍窑村、马回村、曹窑村、涧河村、坡窑村、旧关村、草场村、上涧村、羊马村和前进化工公司社区。